# Krasnohrad
Krasnohrad (tiếng Ukraina: Красноград) là một thành phố của Ukraina. Thành phố này thuộc tỉnh Kharkiv. Thành phố này có diện tích 13.55  km², dân số theo điều tra dân số năm 2001 là 22.670 người.